# Croton urucurana

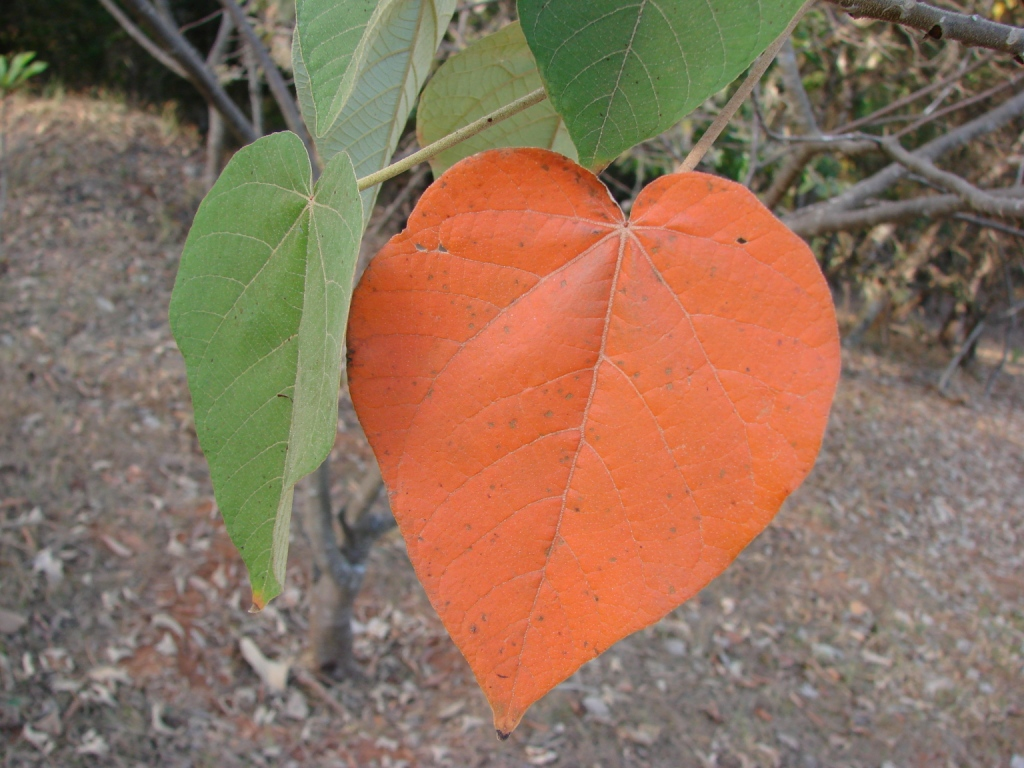
Folhas

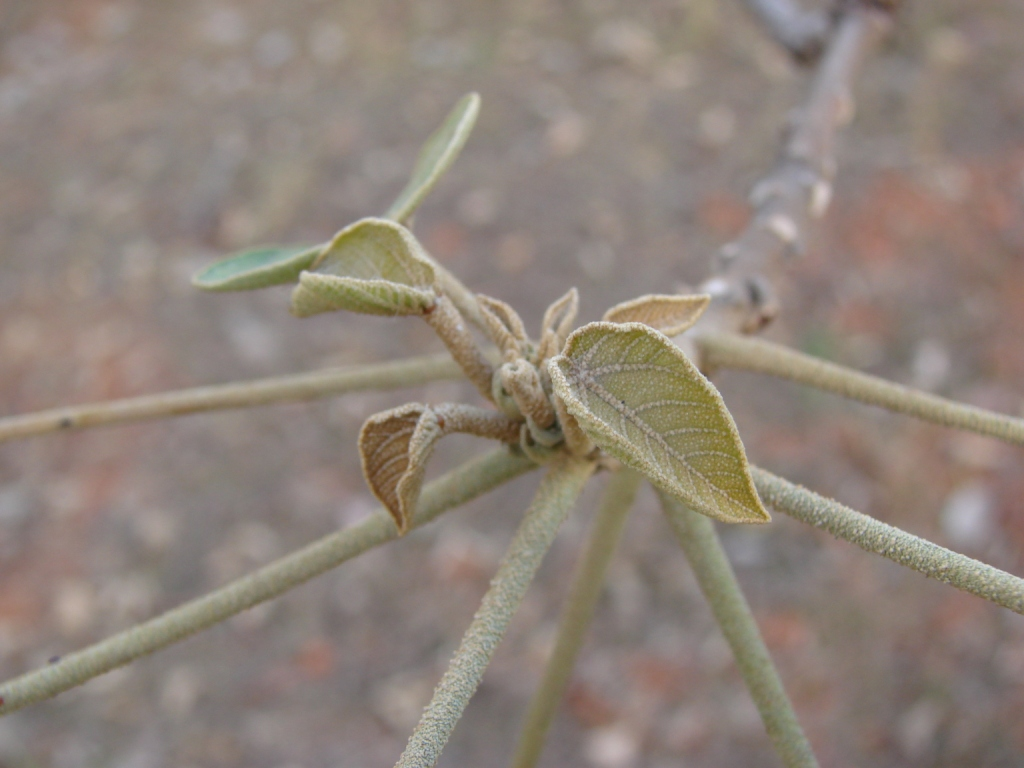
Detalhe

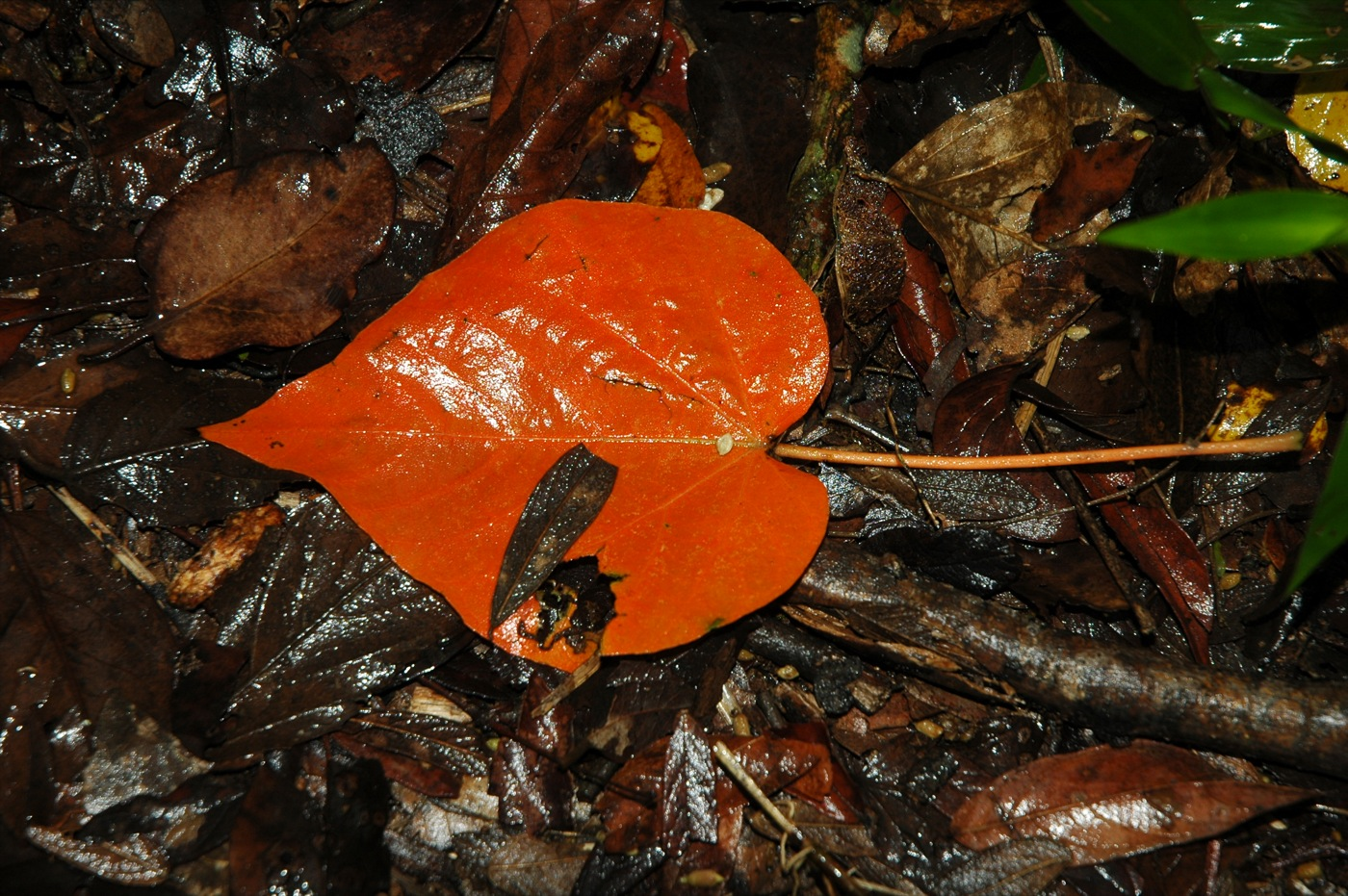
Croton urucurana

O Sangra D'água (Croton urucurana Baillon) é uma espécie de árvore da família das euforbiáceas.

## Descrição
É uma árvore nativa sudamericano de porte pequeno a médio, tronco de corteza fina cor castaño grisáceo que ao ser ferida exuda um látex cor rojizo. Foliagem verde claro de folhas simples de forma acorazonada, alternadas e de bordas lisas que chegam a superar os 10 cm de longo. As flores são blanquecinas, em espiga.
A espécie prefere solos húmidos, é frequente encontrá-la em inmediaciones de cursos de água.
Conhece-lho vulgarmente como Sangra D'água, sangue de dragão; urucurá / uruku-ra; copaiba; ivirá caá-verá; jawaniney; huachipaeri (Peru); balsa macho; pau de drago; huambo; tampa vermelha; telandilla; zangrado.

## Origem do nome
Da casca é extraído um látex de cor vermelha, parecido com o sangue. Daí o nome sangra d'água "sanguis draconis" no Velho Mundo.
Posteriormente determinou-se que ditas espécies pertenciam ao género Croton.

## Usos
O látex que sua tem aplicativos na medicina popular para o tratamento das feridas e úlceras cutáneas.
O Sangra D'água é uma medicina muito popularizada em Peru, Equador e Colômbia que se pode encontrar em mercados, feiras artesanais e comércios naturistas.

## Morfología
O género Croton está conformado por arbustos ou árvores pequenas e médios de até 25 m; monoicos; com savia de cor amarela-rojizo; folhas inteiras, dentadas, raramente lobuladas; inflorescência em racimos ou espigas axilares ou terminais; fruto esquizocárpico; sementes lisas ou com uma pequena carúncula notória. É um género cosmopolita; em América Tropical e Subtropical identificaram-se umas 400 espécies, várias das quais são venenosas e outras têm aplicativo médico.

## Habitat e cultivo
Na Região Amazónica, especialmente em Colômbia, Equador, Peru, Bolívia e também em Argentina, se conhecem com o nome de "Sangra D'água" a umas poucas espécies de Croton produtoras de uma resina de cor sangue na que se identificaram várias propriedades medicinales. Em Colômbia obtém-se a resina especialmente de C. funckeanus, que é uma árvore pequena de 3 a 5 m de altura; no Equador de C. lechleri, que é uma árvore de até 25 m de alto com um tronco de 40 a 50 cm de diâmetro conhecido entre os quichuas como "lan huiqui" e entre os cofanes como "masujin". No Peru reportaram-se cinco espécies de Croton designadas popularmente como "Sangra D'água", das quais dois têm recebido especial atenção por parte dos pesquisadores: C. palanostigma Klotsch e C. lechleri Muell. Arg. Em Bolívia C. draconoides Muell. Arg., conhecida como "Sangra D'água" em Pando e Beni, é uma árvore pequena com savia amarelo-rojiza usada como cicatrizante e para a dor de estômago e hígado (García Barriga, 1992,II: 91-93; Neill, 1988; Pérez et a o., 1988; Killeen et a o., 1993: 297-299).
É muito comum no vale aluvial do grande Rio Paraná. Em algumas cidades localizadas em ilhas e arroios do Paraná Médio, como a subtropical Santa Fé, lho vê em parques e jardins por seu foliagem.[carece de fontes?]

## Taxonomia
Croton urucurana foi descrita por Henri Ernest Baillon e publicado em Adansonia 4: 335. 1864.
Etimología

Ver: Croton
urucurana: epíteto
Sinonimia

- Croton dracona Larrañaga
- Croton paulinianus Müll.Arg.
- Croton succiruber Parodi
- Croton urucurana var. albidus Müll.Arg.
- Croton urucurana var. draconoideus Müll.Arg.
- Oxydectes pauliniana (Müll.Arg.) Kuntze
- Oxydectes urucurana (Baill.) Kuntze[4][5]